# Le Client le plus obstiné du monde
Le Client le plus obstiné du monde est une nouvelle de Georges Simenon datée du 2 mai 1946, publiée dans le recueil paru en 1947 aux Presses de la Cité sous le titre Maigret et l'inspecteur Malgracieux .

## Résumé
Joseph, garçon au Café des Ministères, voit débarquer à huit heures dix du matin un client d'allure quelconque, mais qui va se révéler obstiné: en effet, il va rester pendant des heures assis dans le café, se contentant de consommer des cafés au lait. À trois heures de l'après-midi, il est toujours installé à la même place, et Joseph décide de faire appel à l'inspecteur Janvier.

## Éditions
- Édition originale : Presses de la Cité, 1947
- Tout Simenon, tome 2, Omnibus, 2002  (ISBN 978-2-258-06043-2)
- Tout Maigret, tome 10, Omnibus,  2019  (ISBN 978-2-258-15349-3)

## Adaptation
- 1988 : La Morte qui assassina, épisode 80 de la série télévisée française Les Enquêtes du commissaire Maigret réalisé par Jean-Claude Youri, avec Jean Richard (Maigret).